# Ruizantheda proxima
Ruizantheda proxima är en biart som först beskrevs av Maximilian Spinola 1851.  Ruizantheda proxima ingår i släktet Ruizantheda och familjen vägbin. Inga underarter finns listade i Catalogue of Life.